# الزراعة (مدينة البيضاء)

تعديل مصدري - تعديل

حارة الزراعة هي إحدى حارات مدينة مدينة البيضاء أحد مدن محافظة البيضاء، بلغ تعداد سكانها 530 نسمة حسب تعداد اليمن لعام 2004.